# Бруно, Франческо
Франче́ско Бру́но (итал. Francesco Bruno; 10 мая 1948, Челико, Калабрия — 11 января 2023, Челико, Калабрия) — итальянский врач и криминолог.

## Биография и карьера
После окончания школы в 1967 году Бруно учился на медицинском факультете Римского университета Тор Вергата (итал. Università degli Studi di Roma "Tor Vergata"), который окончил в 1973 году, после чего работал в том же университете. В 1975—1976 годах Бруно служил в 4-м полке карабинеров (итальянская жандармерия) в звании младшего лейтенанта. Затем с 1979 по 1987 год проработал чиновником в качестве директора Палаты при Президенте Совета Министров.
С 1980 года Бруно также являлся научным консультантом ООН, Совета Европы и Европейского экономического сообщества. Также он работал с различными министерствами, исследующими препараты. С 1987 года являлся профессором криминологии и судебной медицины в Римском университете Ла Сапиенца.
С 1990-х годов Бруно также сотрудничал с различными организациями по борьбе с организованной преступностью и наркодилерами и часто принимает участие в различных телешоу на криминальную тематику в качестве эксперта.

## Некоторые факты
31 января 2010 года Бруно в интервью консервативному католическому сайту Pontifex назвал гомосексуальность болезнью и серьёзным психическим расстройством и сравнил геев с людьми с ограниченными возможностями. Также он выступил против «чрезмерной толерантности» в отношении геев. Интервью было отрицательно оценено итальянской ЛГБТ-организацией Arcigay.